# 幾米廣場
幾米廣場位於臺灣宜蘭縣宜蘭市宜蘭火車站南側約兩百公尺處。

## 簡介
該廣場位於2013年6月底正式開幕。由於幾米是宜蘭人一方面為了回饋家鄉，另一方面將廢棄的空間再利用，並促進觀光產業的發展，故利用宜蘭火車站前站南側的原鐵路局舊宿舍區改造再利用，除了保留原有的歷史建築與老樹綠蔭外，並將原本廢棄的空間規劃成全台第一座幾米主題廣場，幾米將其作品中的場景，搭配已有的空間做裝置藝術的布置，由於反應非常熱烈，因此後續再於宜蘭火車站前也布置一個丟丟銅森林，將幾米繪本中的星空火車立體呈現，整個布置同樣呈現出幾米的一貫風格和特色。

## 圖片集

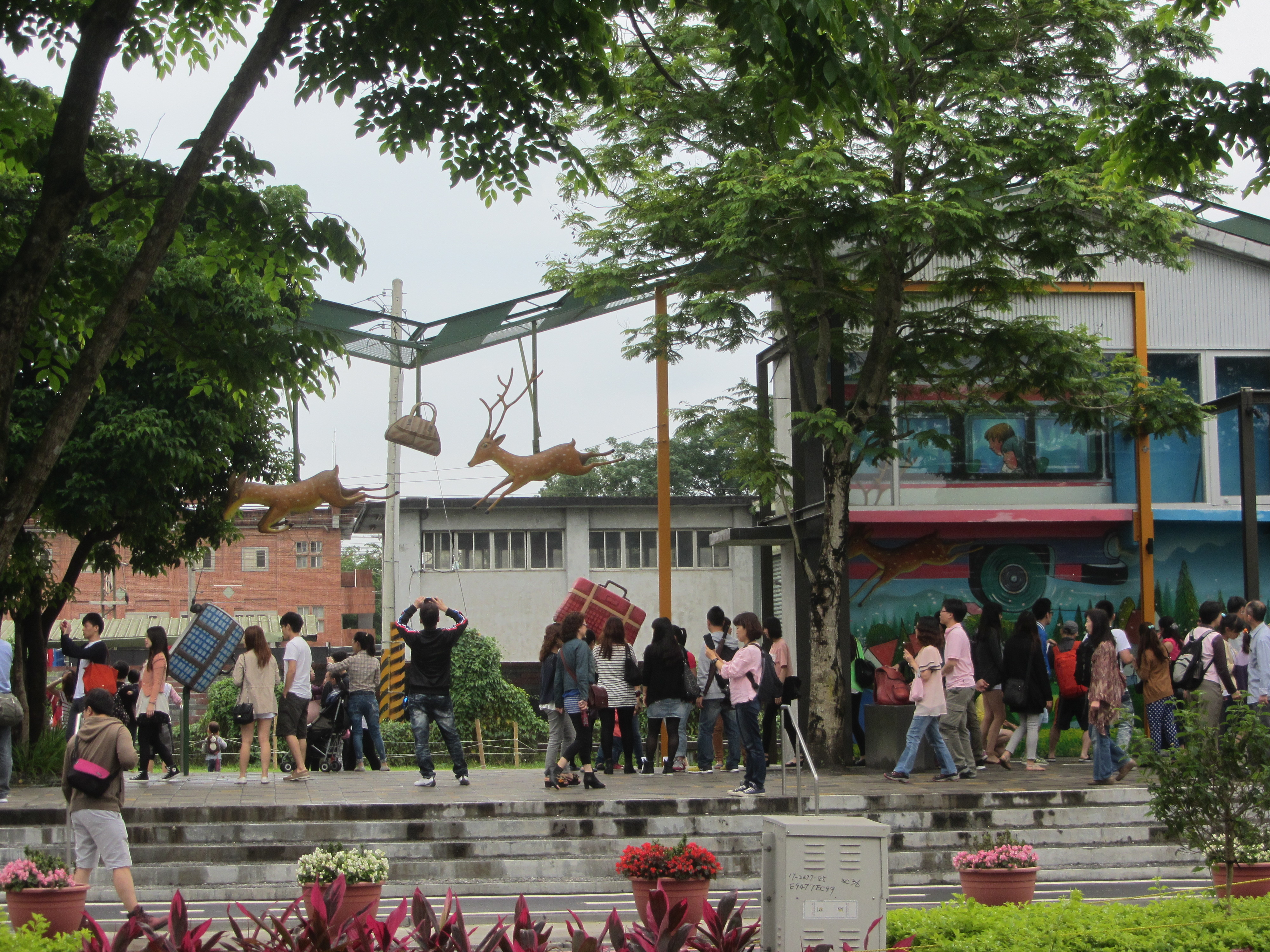
宜蘭幾米廣場
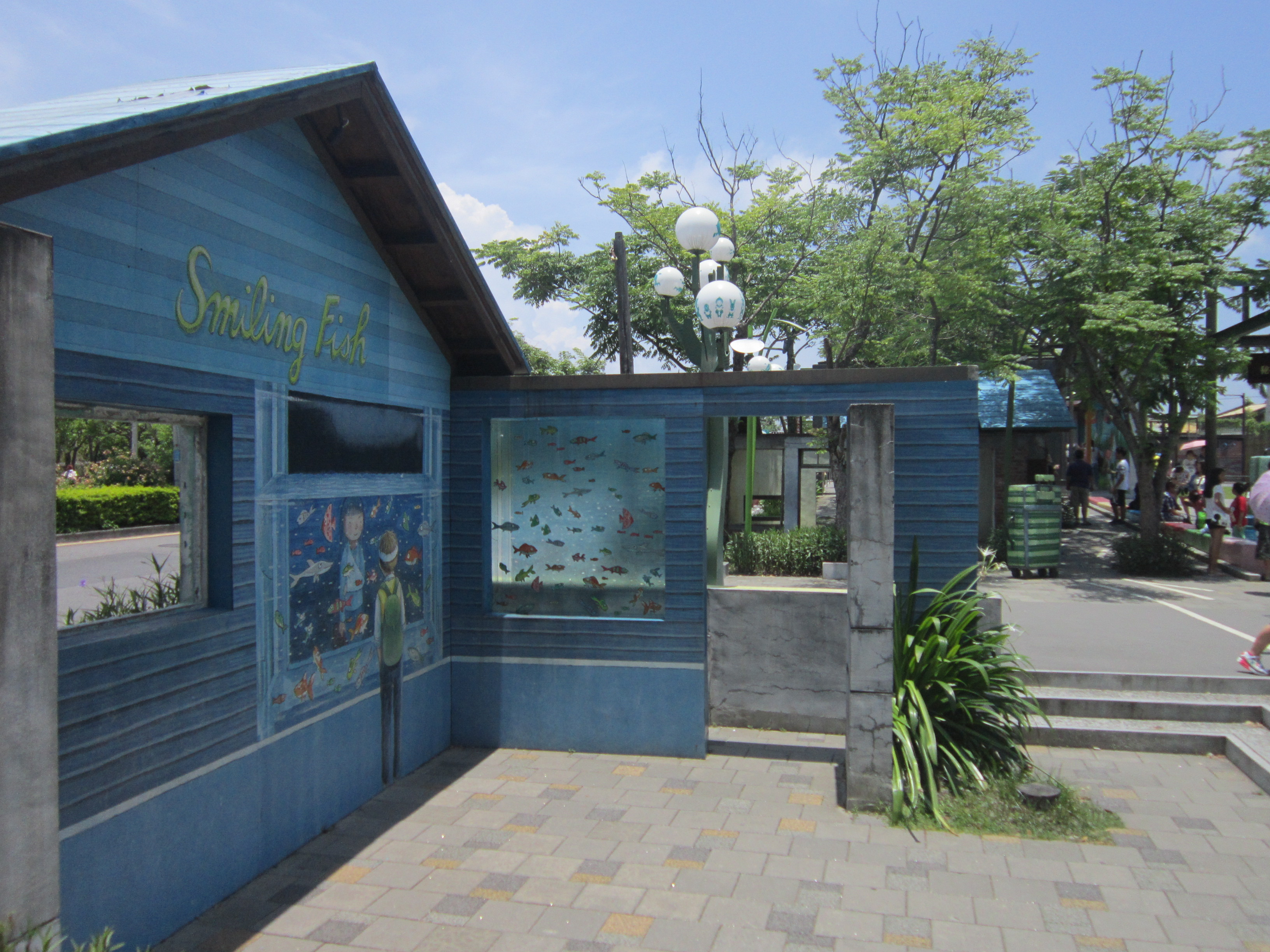
幾米廣場一景
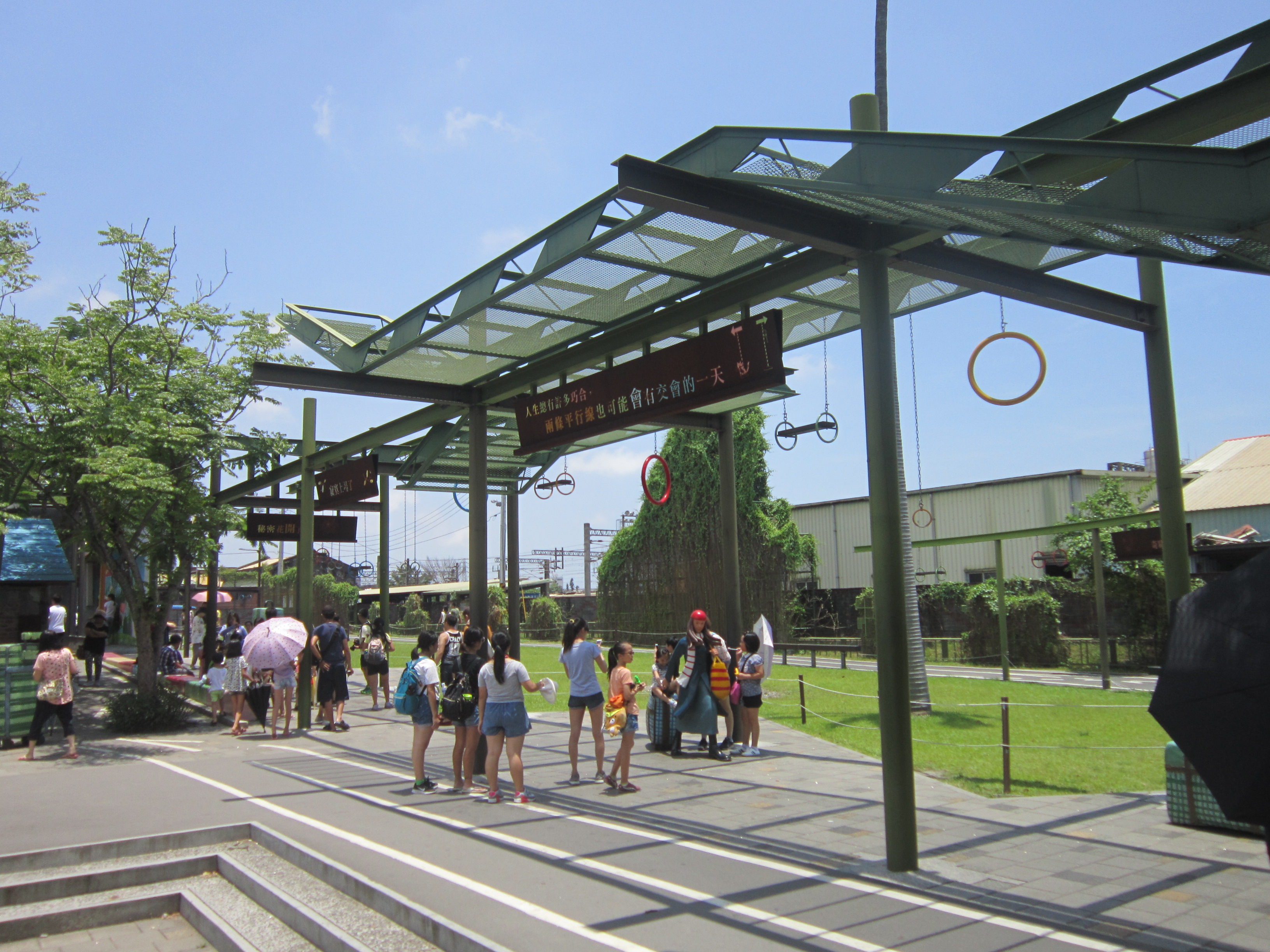
宜蘭火車站南側的幾米廣場一景
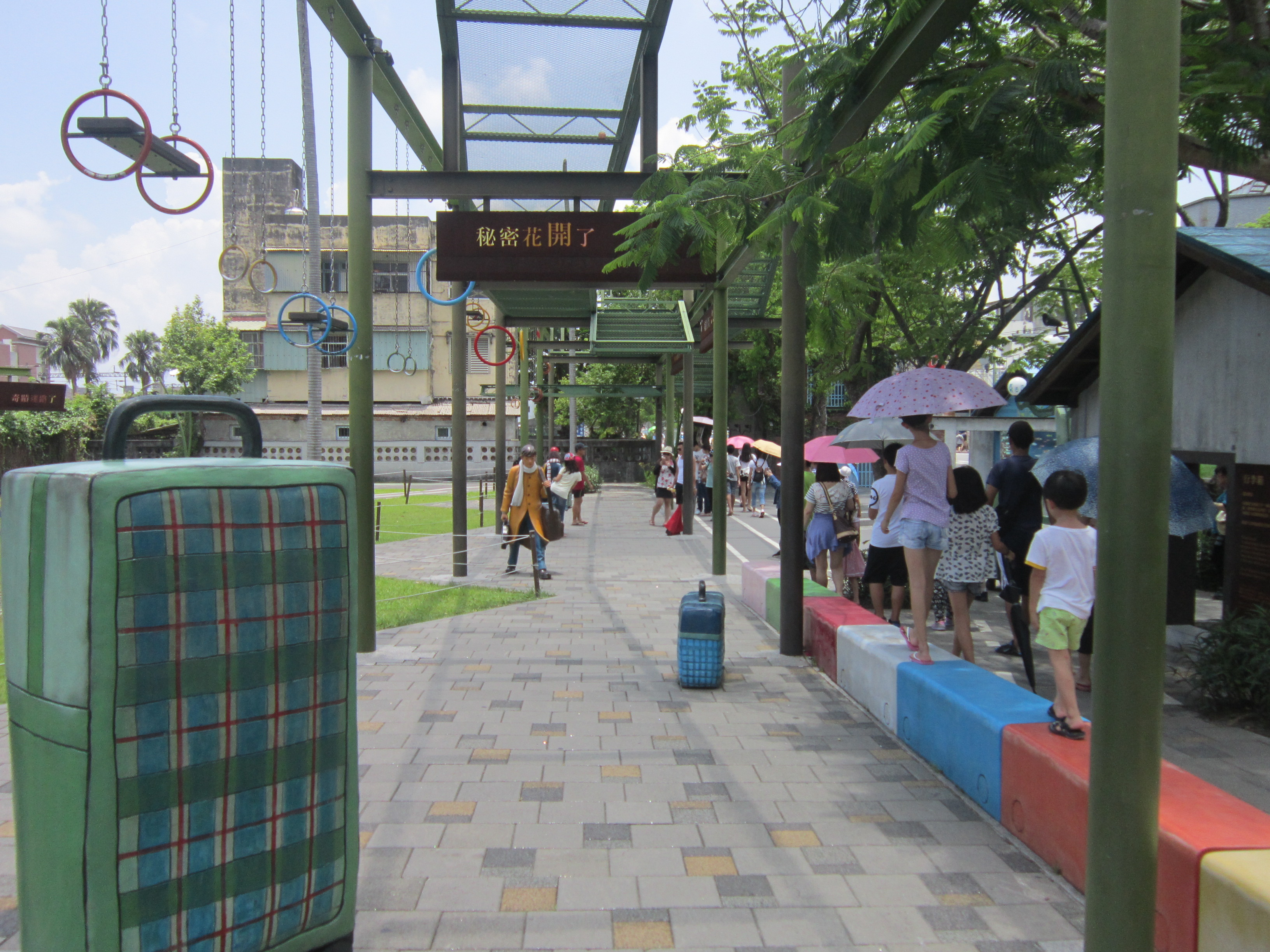
宜蘭火車站南側的幾米廣場
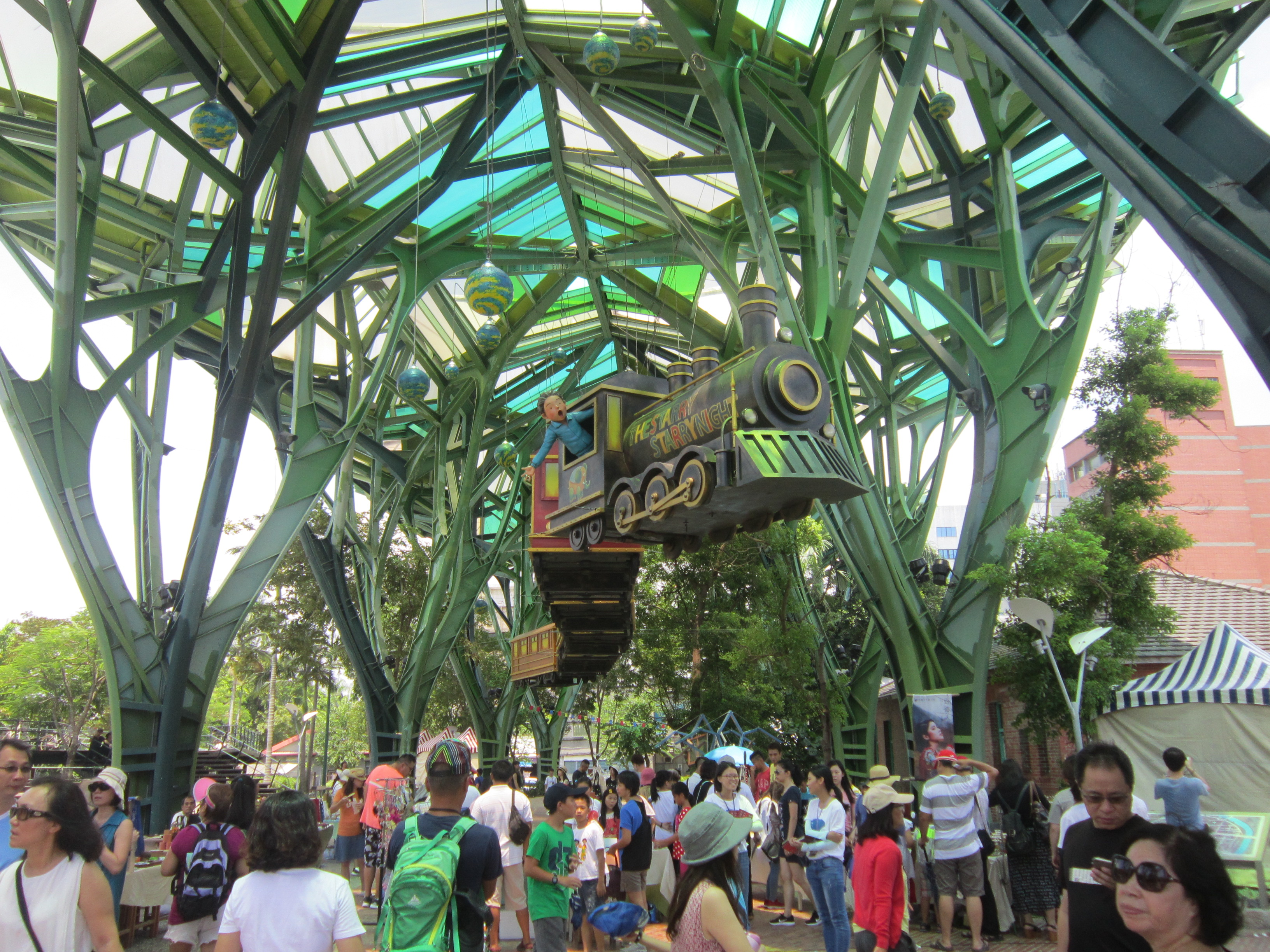
宜蘭火車站前的丟丟銅廣場也是幾米裝置藝術的呈現
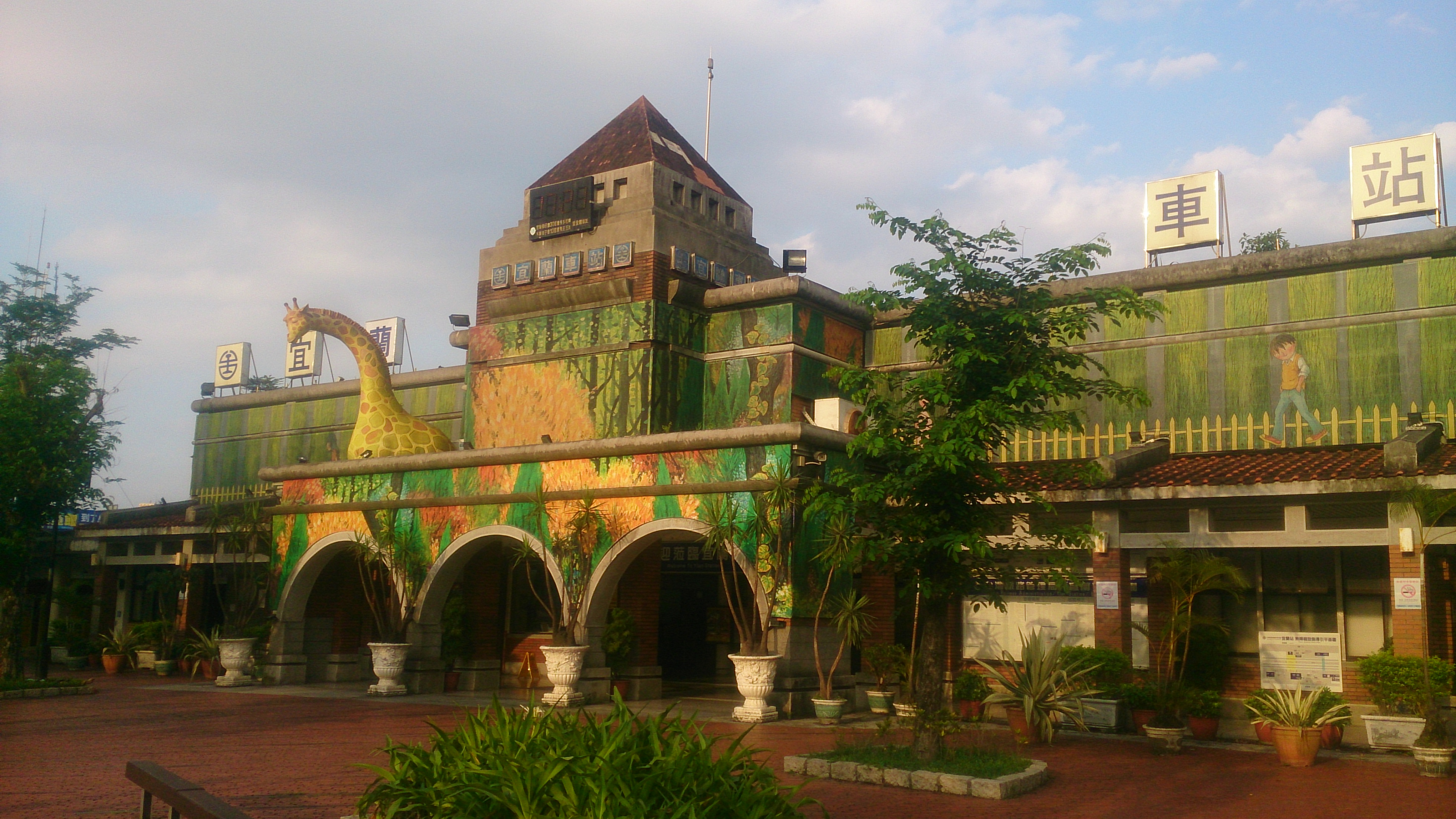
宜蘭火車站前站站房也和鄰近的丟丟銅廣場、幾米廣場連成一氣，都呈現幾米風格的彩繪與裝置藝術

## 相關
- 舊糧食局宜蘭辦公廳
- 幾米
- 台北捷運南港車站